# ميسيل غارسيا
ميسيل غارسيا هو عداء سريع كوبي، ولد في 10 أكتوبر 1919 في Viñales ‏ في كوبا، وتوفي بنفس المكان في 25 يناير 1996.

## وصلات خارجية
- ميسيل غارسيا على موقع أوليمبيديا (الإنجليزية)